# Данилов, Владимир Николаевич
Владимир Николаевич Данилов (1852—1914) — русский военачальник, генерал-адъютант (06.04.1906), генерал от инфантерии (10.04.1911), герой русско-японской войны.

## Биография
Закончил Николаевскую реальную гимназию (1870) и Константиновское военное училище. Произведенный в офицеры в лейб-гвардии Егерский полк в 1872 г., принял участие добровольцем в сербско-турецкой войне 1876 г. и в русско-турецкой войне 1877—1878 гг.
Штабс-капитан (28.03.1882), капитан (24.04.1888), полковник (28.03.1893). В 1898 г. получил в командование 96-й пехотный Омский полк и 26.03.1903 г. был произведен в генерал-майоры с назначением генералом для поручений при командующем войсками Приамурского военного округа. С началом русско-японской войны, солдат с головы до ног, Данилов исходатайствовал себе назначение в действующую армию.
Получив бригаду в 6-й Восточно-Сибирской стрелковой дивизии, он после Тюренчена был назначен начальником её и командовал ею с выдающимся отличием. Под Ляояном 17 августа лично руководил отбитием яростных атак на участок позиции, занятой 23-м и 24-м Восточно-Сибирскими стрелковыми полками и был награждён орденом Святого Георгия 4-й степени. В дни боев на Шахе он руководил атакой «Проклятой сопки» (у д. Каотайцзы), о которую разбилось обходное движение 3-го Сибирского корпуса, и был ранен. В дни Мукденского сражения с 14 по 24 февраля удерживал у д. Кудязы вдвое сильнейшего противника от прорыва им линии нашего боевого расположения и был награждён орденом Святого Георгия 3-й степени.
Кроме того, за боевые отличия в эту войну он получил золотое оружие с надписью "За храбрость" (05.12.1905) и чин генерал-лейтенанта (14.02.1905), орден Святой Анны 1-й степени с мечами и звание генерал-адъютанта (1906). Среди войск он пользовался большой любовью и уважением, которые заслужил искреннею заботой о нижних чинах, горячей защитой интересов офицеров, своей простотой и добродушием, своей выдающейся храбростью, а главное своими наступательными тенденциями, за которые был прозван «генералом от наступления».
В октябре 1905 г. Данилову было поручено руководство эвакуацией русских пленных из Японии, которую он успешно и закончил к весне 1906 г. После недолгого командования 2-й гвардейской пехотной дивизией (до лета 1906 г.), был назначен командиром Гвардейского корпуса и командовал им до начала 1912 г., когда был назначен членом Александровского комитета о раненых. Генерал от инфантерии (ст. 10.04.1911; за отличие). Данилов числится в списках 21-го Сибирского стрелкового Её Императорского Величества Государыни Императрицы Александры Фёдоровны полка.
С 1 января 1913 г. — комендант Санкт-Петербургской крепости. С началом Первой мировой войны назначен в действующую армию командиром 23-го армейского корпуса, оставаясь в пожизненной должности коменданта Петербургской крепости. За бои его корпуса на Висле и под Ловичем награждён орденом Святого Александра Невского с мечами. Скоропостижно скончался в штабе своего корпуса, находясь в должности. Похоронен на Комендантском кладбище Петропавловской крепости в Санкт-Петербурге.

## Награды
- Орден Святой Анны 4-й степени (1877);
- Орден Святого Станислава 3-й степени (1880);
- Орден Святой Анны 3-й степени (1881);
- Орден Святого Станислава 2-й степени (1888);
- Орден Святой Анны 2-й степени (1891);
- Орден Святого Владимира 4-й степени (1894);
- Орден Святого Владимира 3-й степени (1899);
- Орден Святого Станислава 1-й степени (1905);
- Орден Святого Георгия 4-й степени (ВП 01.11.1905);
- Золотое оружие с надписью "За храбрость" (ВП 05.12.1905);
- Орден Святой Анны 1-й степени с мечами (1906);
- Орден Святого Георгия 3-й степени (ВП 19.09.1907);
- Орден Святого Владимира 2-й степени (1909);
- Орден Белого орла (1913);
- Орден Святого Александра Невского с мечами (ВП 25.10.1914).